# Kaspisk
Kaspisk (en ávaro, en dargin y ruso: Каспийск; en lak: Ккасппи) es una ciudad de la república de Daguestán, en Rusia. Está situada a orillas del mar Caspio, a 15 km al sudeste de Majachkalá. Su población era de 84.132 habitantes en 2010.

## Historia
Kaspisk fue fundada en 1932, por lo que es uno de los lugares más recientemente fundados de Daguestán. Originalmente se estableció en el lugar un asentamiento obrero llamado Dvigatelstrói (Дви́гательстро́й), que literalmente significa "construcción de motores". Este asentamiento fue construido por la necesidad de un lugar para la construcción de motores, originalmente sobre todo diésel, para la construcción de barcos. Por otro lado, el inicio de la Segunda Guerra Mundial convirtió a la localidad rápidamente en un importante centro productor de armamento. En 1947 recibió el estatus de ciudad y el nombre de Kaspisk.
En el periodo de posguerra Kaspisk se desarrolló como emplazamiento industrial y como suburbio obrero de Majachkalá. Su población creció de alrededor de 25.200 habitantes en 1959 a 49.400 en 1979.
En la década de 1990 y en la de 2000 Kaspisk fue lugar de ataques durante la Primera y en la segunda guerra chechena: un bombardeo de casas de militares cometido aparentemente por guerrilleros chechenos el 16 de noviembre de 1996 causó 68 muertos, y el 9 de mayo de 2002, durante el desfile del Día de la Victoria, una bomba mató a 43 personas.
En la ciudad se halla un gran depósito de la marina rusa, que alberga aerodeslizadores y ekranoplanos.

## Demografía
| 1939   | 1959   | 1970   | 1979   | 1989   | 2002   | 2008   | 2010   |
| ------ | ------ | ------ | ------ | ------ | ------ | ------ | ------ |
| 18 900 | 25 200 | 39 000 | 49 400 | 60 100 | 77 650 | 82 703 | 84 132 |

### Composición étnica
La composición de la población de Kaspisk en 2002 era la que sigue:
- Darguinos: 20.66 %
- Lezguinos: 17.97 %
- Lak: 15.12 %
- Ávaros: 13,14 %
- Rusos: 13.17 %
- Cumucos: 9.91 %
- Tabasaranos: 5.18 %

## Economía y transporte
Las principales compañías de la ciudad son:
- AOOT Dagdizel (АООТ Дагдизель), fundada en 1935, fabrica motores diésel y eléctricos, torpedos y otros equipos para la Armada de Rusia.
- OAO Zavod Tochnoi Mejaniki (ОАО Завод точной механики), fundada en 1952, fabrica equipos de navegación para la marina militar, comercial y de pesca.

También tienen su relevancia una fábrica de ladrillos y una de procesado de la piedra.
Al norte de la ciudad se encuentra el puerto. En dirección a Majachkalá se encuentra la conexión al ferrocarril y la carretera principal M29.

## Deportes
- FK Dagdizel, equipo de fútbol fundado en 1949 que juega en la Segunda División de Rusia.

## Personalidades
- Gaidarbek Gaidarbekov (*1976), boxeador.
- Sultán Ibragímov (*1975), boxeador.
- Albert Selímov (*1986), boxeador.